# Ménil-Hubert-sur-Orne
Ménil-Hubert-sur-Orne é uma comuna francesa na região administrativa da Normandia, no departamento Orne. Estende-se por uma área de 10,78 km². Em 2010 a comuna tinha 491 habitantes (densidade: 45,5 hab./km²).